# Enoplognatha bidens
Enoplognatha bidens es una especie de araña araneomorfa del género Enoplognatha, familia Theridiidae. Fue descrita científicamente por Simon en 1908.
Habita en Australia Occidental.